# Vehicle de propulsió humana

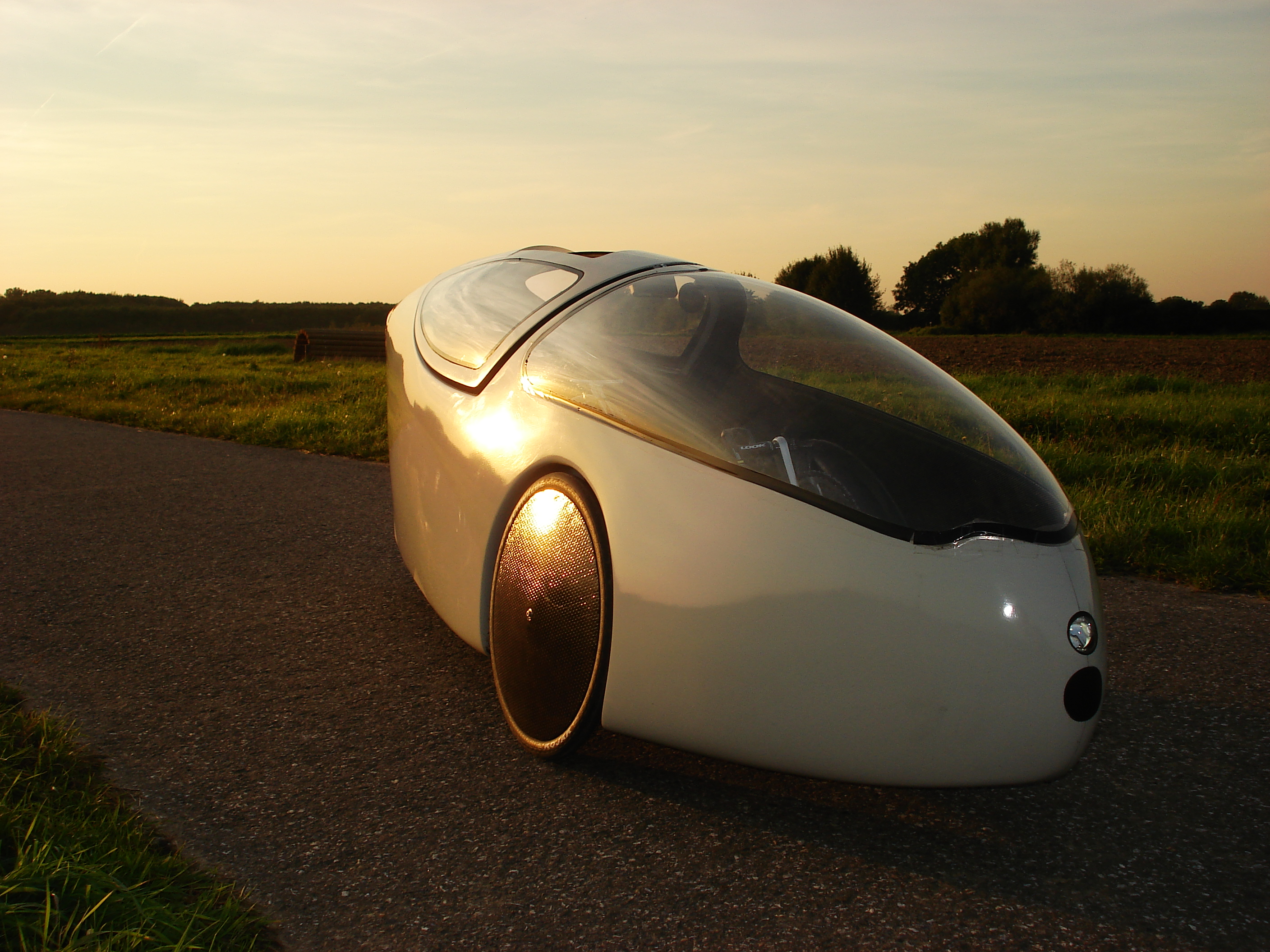
L'eficiència aerodinàmica incrementa el potencial de velocitat

Un vehicle de tracció humana (VTH) és qualsevol vehicle impulsat exclusivament per la força muscular de l'ésser humà. Els dissenys dels VTH varien segons la funció i l'objectiu que es pretenguin.
Els VTH més comuns són els velocípedes, com la bicicleta; els patinets, longboards, monopatins i patins; les embarcacions de rems, com les canoes, i els artefactes de pedals; encara que molts altres tipus de vehicles es poden fer moure amb la força humana, incloent-hi submarins, aeronaus, aerolliscadors i vehicles d'escultura cinètica.
Les aeronaus, per ser considerades de propulsió humana, han de poder-se enlairar impulsades amb la força d'un ésser humà, cosa que n'exclou els planadors. Potser l'exemple més conegut d'aeronau propulsada amb força humana és el Gossamer Albatross, el qual va travessar volant el canal de la Mànega el 1979.
La bicicleta reclinada és el vehicle de tracció humana més veloç: Sam Whittingham en té la plusmarca de velocitat (2004), havent pedalejat a 130,36 km/h una distància de 200 m amb la seva bicicleta, una Varna Diable III, que no és del tot convencional, ja que té forma de gota aerodinàmica, és feta de fibra de vidre amb esquelet de fibra de carboni i Kevlar.
Exemples de diferents mitjans de transport de tracció/propulsió humana:

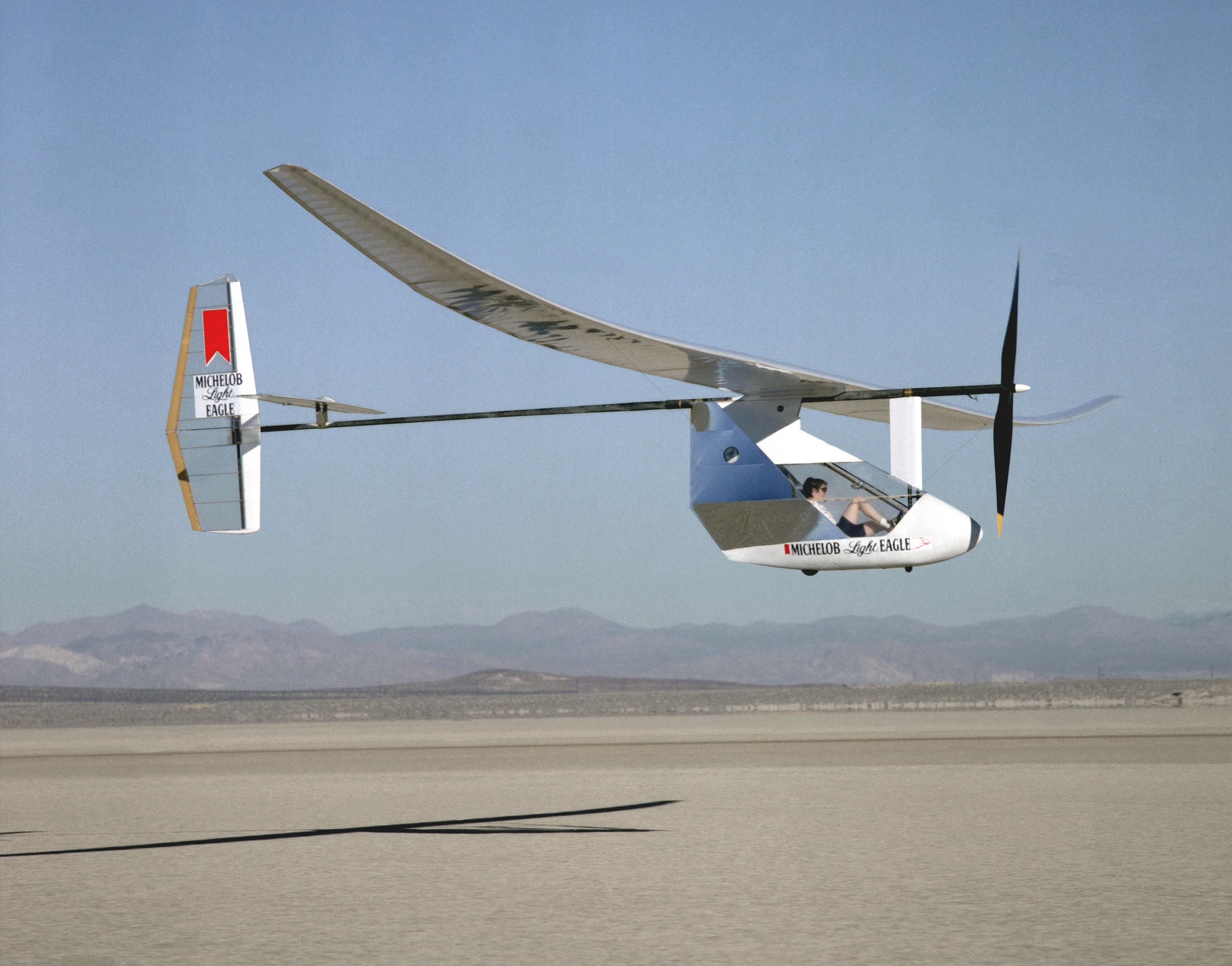
Vehicle aeri de propulsió humana
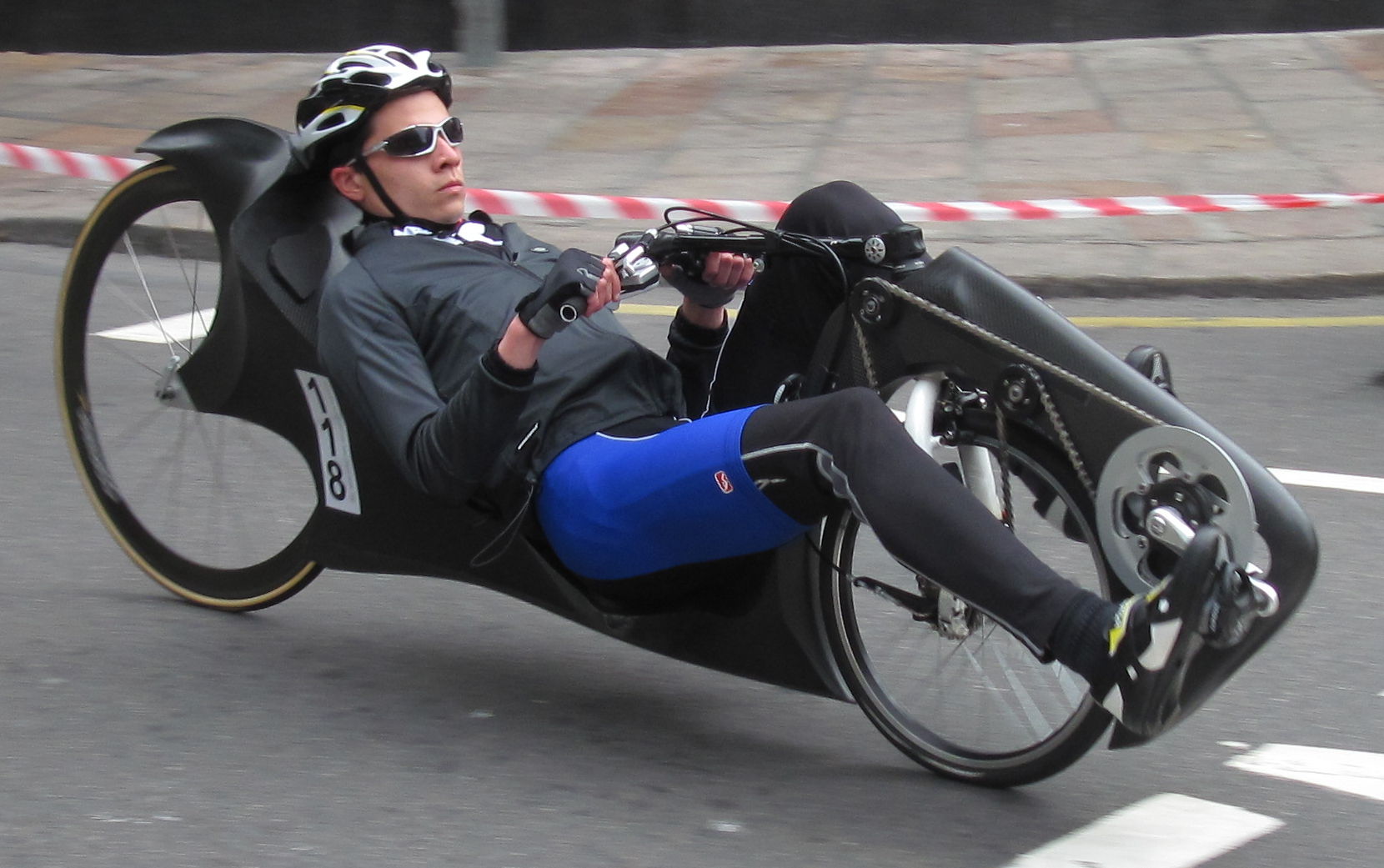
Vehicle terrestre de tracció humana
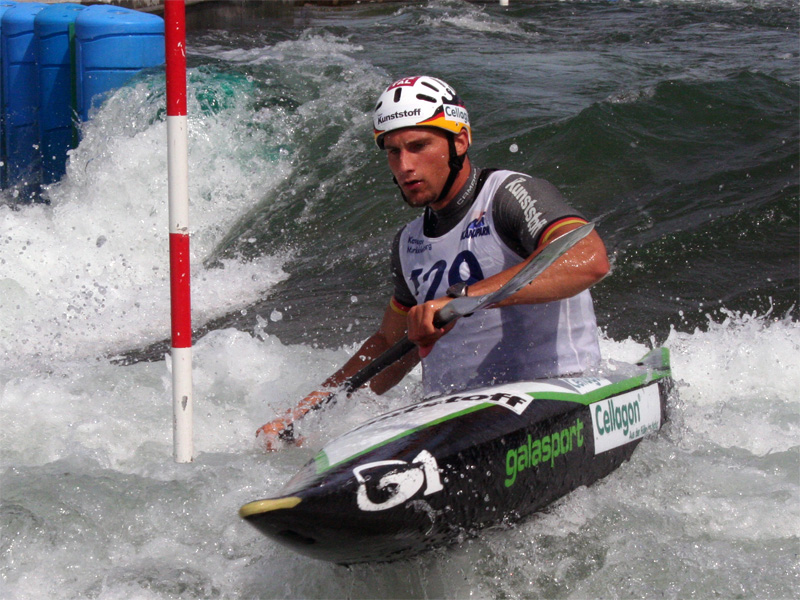
Vehicle marí de propulsió humana